# Dipterocome
Dipterocome é um género botânico pertencente à família Asteraceae.